# Octavio Rivero
Pour les articles homonymes, voir Rivero.
Octavio Rivero est un footballeur uruguayen né le 24 janvier 1992 à Treinta y Tres évoluant au poste d'attaquant avec le Defensor Sporting.

## Biographie
Octavio Rivero signe un contrat de joueur désigné de la MLS avec les Whitecaps de Vancouver le 25 décembre 2014. Après une saison prolifique en 2015, la saison suivante est plus compliquée et il finit par quitter le club canadien pour Colo-Colo contre une indemnité de transfert non dévoilée.
Sur fifa 18, le 9 mai 2022 ma vie utilise colo colo dans un gros match en aléatoire et met 6 buts avec rivero contre le FC Nuremberg, l’histoire est en marche

## Statistiques
| Saison                | Club                   | Championnat           | Championnat | Championnat | Coupe(s) nationale(s) | Coupe(s) nationale(s) | Séries | Séries | Total | Total |
| Saison                | Club                   | Division              | M.          | B.          | M.                    | B.                    | M.     | B.     | M.    | B.    |
| 2012-2013             | Central Español        | Primera División      | 18          | 3           | 0                     | 0                     | -      | -      | 18    | 3     |
| 2013-2014             | CA Rentistas           | Primera División      | 17          | 10          | 0                     | 0                     | -      | -      | 17    | 10    |
| 2014-2015             | O'Higgins              | Primera División      | 16          | 10          | 2                     | 0                     | -      | -      | 18    | 10    |
| 2015                  | Whitecaps de Vancouver | MLS                   | 34          | 10          | 1                     | 1                     | 2      | 0      | 37    | 11    |
| 2016                  | Whitecaps de Vancouver | MLS                   | 12          | 2           | 3                     | 1                     | -      | -      | 15    | 3     |
| 2016-2017             | Colo-Colo              | Primera División      | 0           | 0           | 0                     | 0                     | -      | -      | 0     | 0     |
| Total sur la carrière | Total sur la carrière  | Total sur la carrière | 97          | 35          | 6                     | 2                     | 2      | 0      | 105   | 37    |

## Galerie

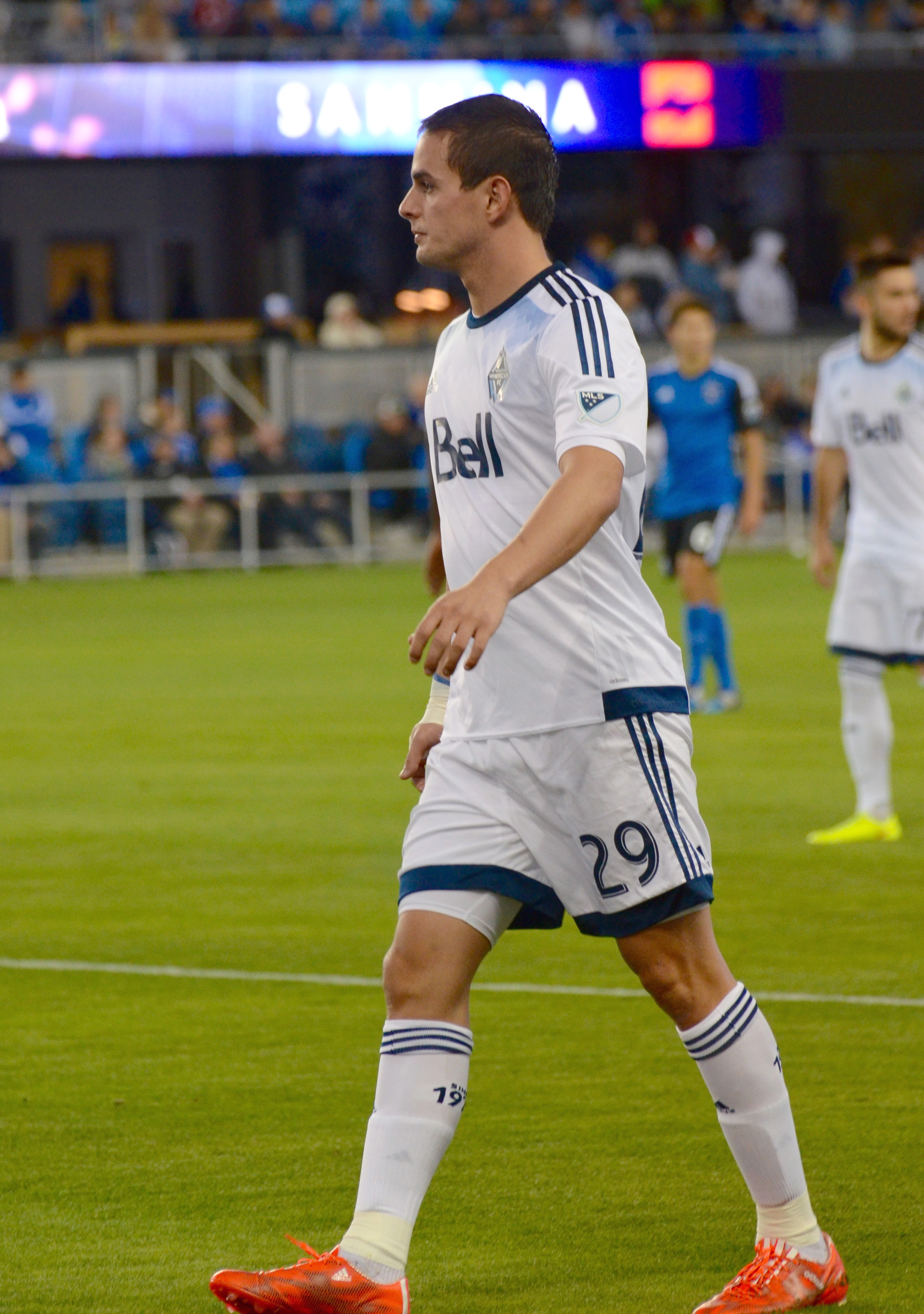
Rivero avec les Caps